# Distretto di Ahmetli
Il distretto di Ahmetli (in turco Ahmetli ilçesi) è uno dei distretti della provincia di Manisa, in Turchia.